# Ligat ha’Al 2009/10
Die Ligat ha’Al 2009/10 war die elfte Spielzeit der höchsten israelischen Fußballliga unter diesem Namen, und die 60. Saison insgesamt. Sie begann am 22. August 2009 und endete am 15. Mai 2010.
Hapoel Tel Aviv gewann sowohl die Meisterschaft als auch den Pokal.

## Vereine
| Verein               | Stadt          | Stadion                  | Kapazität |
| -------------------- | -------------- | ------------------------ | --------- |
| Beitar Jerusalem     | Jerusalem      | Teddy-Stadion            | 31.733    |
| Maccabi Tel Aviv     | Tel Aviv-Jaffa | Bloomfield-Stadion       | 29.150    |
| Hapoel Tel Aviv      | Tel Aviv-Jaffa | Bloomfield-Stadion       | 29.150    |
| Bne Jehuda Tel Aviv  | Tel Aviv-Jaffa | Bloomfield-Stadion       | 29.150    |
| Maccabi Haifa        | Haifa          | Kiryat-Eliezer-Stadion   | 14.000    |
| Hapoel Haifa         | Haifa          | Kiryat-Eliezer-Stadion   | 14.000    |
| Hapoel Ramat Gan     | Ramat Gan      | Ramat-Gan-Stadion        | 13.370    |
| Hapoel Be’er Scheva  | Be’er Scheva   | Arthur-Vasermil-Stadion  | 13.000    |
| Maccabi Petach Tikwa | Petach Tikwa   | HaMoshava-Stadion        | 11.500    |
| Hapoel Petach Tikwa  | Petach Tikwa   | HaMoshava-Stadion        | 11.500    |
| Hapoel Ra’anana      | Raʿanana       | HaMoshava-Stadion        | 11.500    |
| FC Bnei Sachnin      | Sachnin        | Doha-Stadion             | 08.500    |
| MS Aschdod           | Aschdod        | HaYud-Alef-Stadion       | 07.800    |
| Maccabi Netanja      | Netanja        | Sar-Tov-Stadion          | 07.500    |
| Hapoel Akko          | Akko           | Städtisches Stadion Akko | 05.000    |
| Maccabi Ahi Nazareth | Nazareth       | Ilut-Stadion             | 04.932    |

## Vorrunde
Es wurde mit Saisonbeginn ein neues Ligaformat eingeführt. Zuerst spielten die 16 Teams in einer einfach Hin- und Rückrunde eine Vorrunde. Dann wurde die Liga geteilt, wobei jede Gruppe eine einfache Runde spielte. Die Punkte aus der Vorrunde wurden dabei halbiert, wobei bei ungerader Punkteanzahl aufgerundet wurde.
- Die ersten sechs Mannschaften spielten um den Meistertitel und die internationalen Startplätze.
- Die Teams auf den Plätzen sieben bis zehn spielten um die Platzierungen.
- Die sechs schlechtesten Teams spielten um den Klassenerhalt bzw. den Relegationsplatz.

### Tabelle
| Pl. | Verein                   | Sp. | S  | U  | N  | Tore    | Diff. | Punkte |
| --- | ------------------------ | --- | -- | -- | -- | ------- | ----- | ------ |
| 1.  | Maccabi Haifa (M)        | 30  | 25 | 2  | 3  | 064:120 | +52   | 77     |
| 2.  | Hapoel Tel Aviv          | 30  | 21 | 8  | 1  | 079:250 | +54   | 71     |
| 3.  | Maccabi Tel Aviv         | 30  | 15 | 7  | 8  | 047:330 | +14   | 52     |
| 4.  | Beitar Jerusalem (P)     | 30  | 13 | 7  | 10 | 046:340 | +12   | 46     |
| 5.  | Bne Jehuda Tel Aviv      | 30  | 12 | 9  | 9  | 037:300 | +7    | 45     |
| 6.  | MS Aschdod               | 30  | 11 | 10 | 9  | 032:310 | +1    | 43     |
| 7.  | FC Bnei Sachnin          | 30  | 11 | 8  | 11 | 028:290 | −1    | 41     |
| 8.  | Hapoel Be’er Scheva (N)  | 30  | 10 | 10 | 10 | 044:500 | −6    | 40     |
| 9.  | Maccabi Netanja          | 30  | 9  | 9  | 12 | 041:400 | +1    | 36     |
| 10. | Maccabi Petach Tikwa     | 30  | 8  | 11 | 11 | 037:430 | −6    | 35     |
| 11. | Hapoel Ramat Gan (N)     | 30  | 8  | 9  | 13 | 026:460 | −20   | 33     |
| 12. | Hapoel Haifa (N)         | 30  | 8  | 8  | 14 | 039:450 | −6    | 32     |
| 13. | Hapoel Petach Tikwa      | 30  | 6  | 13 | 11 | 023:410 | −18   | 31     |
| 14. | Hapoel Akko (N)          | 30  | 4  | 13 | 13 | 032:460 | −14   | 25     |
| 15. | Maccabi Ahi Nazareth (N) | 30  | 6  | 6  | 18 | 027:670 | −40   | 24     |
| 16. | Hapoel Ra’anana (N)      | 30  | 4  | 8  | 18 | 027:570 | −30   | 20     |

Platzierungskriterien: 1. Punkte – 2. Tordifferenz – 3. Siege – 4. geschossene Tore – 5. Direkter Vergleich (Punkte, Tordifferenz, geschossene Tore) – 6. Play-off-Spiel
| (M) | amtierender israelischer Meister     |
| (P) | amtierender israelischer Pokalsieger |
| (N) | Neuaufsteiger der letzten Saison     |

### Kreuztabelle
| Vorrunde             | Maccabi Haifa | Hapoel Tel Aviv | Maccabi Tel Aviv | Beitar Jerusalem | Bne Jehuda Tel Aviv | MS Aschdod | FC Bnei Sachnin | Hapoel Be’er Scheva | Maccabi Netanja | Maccabi Petach Tikwa | Hapoel Ramat Gan | Hapoel Haifa | Hapoel Petach Tikwa | Hapoel Akko | Maccabi Ahi Nazareth | Hapoel Ra’anana |
| -------------------- | ------------- | --------------- | ---------------- | ---------------- | ------------------- | ---------- | --------------- | ------------------- | --------------- | -------------------- | ---------------- | ------------ | ------------------- | ----------- | -------------------- | --------------- |
| Maccabi Haifa        |               | 0:0             | 1:0              | 2:1              | 2:0                 | 1:0        | 1:0             | 4:1                 | 2:0             | 2:0                  | 3:1              | 0:0          | 3:0                 | 2:1         | 4:1                  | 3:0             |
| Hapoel Tel Aviv      | 1:2           |                 | 1:0              | 4:3              | 4:0                 | 2:2        | 1:0             | 4:1                 | 3:3             | 1:1                  | 3:1              | 2:0          | 7:1                 | 5:3         | 4:0                  | 5:0             |
| Maccabi Tel Aviv     | 1:0           | 2:4             |                  | 4:3              | 0:0                 | 2:0        | 3:1             | 1:1                 | 2:2             | 1:1                  | 3:1              | 1:0          | 1:0                 | 1:1         | 0:1                  | 2:0             |
| Beitar Jerusalem     | 0:3           | 0:0             | 0:1              |                  | 1:0                 | 2:0        | 1:0             | 1:1                 | 3:1             | 1:2                  | 1:0              | 3:1          | 3:0                 | 1:1         | 5:0                  | 3:1             |
| Bne Jehuda Tel Aviv  | 0:2           | 0:1             | 0:1              | 0:0              |                     | 2:3        | 2:1             | 2:2                 | 2:1             | 2:0                  | 1:2              | 2:0          | 1:1                 | 2:1         | 2:0                  | 2:1             |
| MS Aschdod           | 0:1           | 0:4             | 3:1              | 2:0              | 0:3 1               |            | 0:0             | 5:2                 | 3:0             | 1:1                  | 0:0              | 1:0          | 2:1                 | 1:0         | 2:1                  | 0:0             |
| FC Bnei Sachnin      | 2:1           | 1:2             | 0:0              | 0:0              | 2:0                 | 1:0        |                 | 1:1                 | 0:3             | 3:4                  | 3:1              | 0:3          | 2:0                 | 1:0         | 1:1                  | 1:1             |
| Hapoel Be’er Scheva  | 1:3           | 1:3             | 1:3              | 3:2              | 0:0                 | 1:0        | 1:0             |                     | 2:0             | 0:1                  | 1:0              | 2:3          | 2:0                 | 3:2         | 2:2                  | 2:1             |
| Maccabi Netanja      | 1:0           | 0:3             | 1:0              | 3:0              | 1:1                 | 0:1        | 1:2             | 2:2                 |                 | 2:2                  | 2:3              | 1:2          | 1:0                 | 1:0         | 5:0                  | 1:1             |
| Maccabi Petach Tikwa | 0:1           | 0:0             | 2:1              | 1:3              | 0:1                 | 1:1        | 1:2             | 3:0                 | 0:3             |                      | 1:1              | 2:2          | 0:0                 | 2:3         | 1:0                  | 2:3             |
| Hapoel Ramat Gan     | 0:5           | 0:3             | 1:4              | 0:0              | 0:2                 | 1:1        | 1:0             | 2:2                 | 1:0             | 0:3                  |                  | 3:2          | 0:0                 | 1:1         | 2:3                  | 1:0             |
| Hapoel Haifa         | 0:1           | 1:2             | 3:1              | 3:2              | 0:3                 | 0:1        | 0:1             | 0:0                 | 0:0             | 2:0                  | 1:1              |              | 1:2                 | 2:4         | 2:2                  | 3:1             |
| Hapoel Petach Tikwa  | 0:4           | 1:1             | 0:2              | 0:0              | 1:1                 | 1:1        | 0:0             | 1:0                 | 2:1             | 1:1                  | 0:0              | 2:2          |                     | 1:1         | 3:0                  | 2:1             |
| Hapoel Akko          | 0:3           | 1:1             | 2:3              | 0:3              | 1:1                 | 1:1        | 0:0             | 1:3                 | 1:1             | 2:2                  | 1:0              | 2:2          | 0:0                 |             | 0:1                  | 1:1             |
| Maccabi Ahi Nazareth | 0:5           | 0:4             | 3:3              | 0:1              | 2:2                 | 1:0        | 0:2             | 1:4                 | 1:3             | 1:2                  | 0:1              | 1:3          | 1:2                 | 1:0         |                      | 2:1             |
| Hapoel Ra’anana      | 1:3           | 1:4             | 0:3              | 1:3              | 0:3                 | 1:1        | 0:1             | 2:2                 | 1:1             | 3:1                  | 0:1              | 2:1          | 2:1                 | 0:1         | 1:1                  |                 |

## Meisterrunde
Die Vereine auf den Plätzen 1–6 nach der Vorrunde spielten im Anschluss um die Meisterschaft. Dabei wurden die erreichten Punkte aus den 30 Vorrundenspiele halbiert und aufgerundet. Zwischen den sechs Teams wurde eine Einfachrunde ausgetragen. Die drei bestplatzierten Vereine der Vorrunde erhielten dabei ein Heimspiel mehr als die anderen drei. Nach Abschluss der Runde stand Hapoel Tel Aviv als Meister fest.

### Abschlusstabelle
| Pl. | Verein               | Sp. | S  | U  | N  | Tore    | Diff. | Punkte |
| --- | -------------------- | --- | -- | -- | -- | ------- | ----- | ------ |
| 1.  | Hapoel Tel Aviv      | 35  | 25 | 9  | 1  | 087:260 | +61   | 49     |
| 2.  | Maccabi Haifa (M)    | 35  | 28 | 3  | 4  | 072:160 | +56   | 49     |
| 3.  | Maccabi Tel Aviv     | 35  | 17 | 9  | 9  | 052:350 | +17   | 34     |
| 4.  | Bne Jehuda Tel Aviv  | 35  | 14 | 11 | 10 | 043:340 | +9    | 31     |
| 5.  | Beitar Jerusalem (P) | 35  | 14 | 7  | 14 | 050:440 | +6    | 26     |
| 6.  | MS Aschdod           | 35  | 11 | 10 | 14 | 036:450 | −9    | 22     |

Platzierungskriterien: 1. Punkte – 2. Tordifferenz – 3. Siege – 4. geschossene Tore – 5. Direkter Vergleich (Punkte, Tordifferenz, geschossene Tore) – 6. Play-off-Spiel
| (M) | amtierender israelischer Meister     |
| (P) | amtierender israelischer Pokalsieger |

### Kreuztabelle
| Meisterrunde        | Hapoel Tel Aviv | Maccabi Haifa | Maccabi Tel Aviv | Bne Jehuda Tel Aviv | Beitar Jerusalem | MS Aschdod |
| ------------------- | --------------- | ------------- | ---------------- | ------------------- | ---------------- | ---------- |
| Hapoel Tel Aviv     |                 | –             | 0:0              | 1:0                 | –                | 4:0        |
| Maccabi Haifa       | 0:1             |               | –                | –                   | 2:1              | 3:1        |
| Maccabi Tel Aviv    | –               | 0:2           |                  | –                   | 3:0              | 2:0        |
| Bne Jehuda Tel Aviv | –               | 1:1           | 0:0              |                     | –                | –          |
| Beitar Jerusalem    | 1:2             | –             | –                | 0:2                 |                  | –          |
| MS Aschdod          | –               | –             | –                | 2:3                 | 1:2              |            |

## Platzierungsrunde
Die Vereine auf den Plätzen 7–10 nach der Vorrunde bestritten im Anschluss Platzierungsspiele. Dabei wurden die in der Vorrunde erreichten Punkte halbiert und aufgerundet. Zwischen den vier Teams wurde eine Einfachrunde ausgetragen.

### Abschlusstabelle
| Pl. | Verein                  | Sp. | S  | U  | N  | Tore    | Diff. | Punkte |
| --- | ----------------------- | --- | -- | -- | -- | ------- | ----- | ------ |
| 7.  | FC Bnei Sachnin         | 33  | 13 | 8  | 12 | 031:310 | ±0    | 27     |
| 8.  | Maccabi Petach Tikwa    | 33  | 10 | 11 | 12 | 044:470 | −3    | 24     |
| 9.  | Hapoel Be’er Scheva (N) | 33  | 11 | 10 | 12 | 049:550 | −6    | 23     |
| 10. | Maccabi Netanja         | 33  | 10 | 9  | 14 | 044:470 | −3    | 21     |

Platzierungskriterien: 1. Punkte – 2. Tordifferenz – 3. Siege – 4. geschossene Tore – 5. Direkter Vergleich (Punkte, Tordifferenz, geschossene Tore) – 6. Play-off-Spiel
| (N) | Neuaufsteiger der letzten Saison |

### Kreuztabelle
| Platzierungsrunde    | FC Bnei Sachnin | Hapoel Be’er Scheva | Maccabi Netanja | Maccabi Petach Tikwa |
| -------------------- | --------------- | ------------------- | --------------- | -------------------- |
| FC Bnei Sachnin      |                 | 2:0                 | 1:0             | –                    |
| Hapoel Be’er Scheva  | –               |                     | –               | 3:1                  |
| Maccabi Netanja      | –               | 1:4                 |                 | 4:0                  |
| Maccabi Petach Tikwa | 2:0             | –                   | –               |                      |

## Abstiegsrunde
Die Vereine auf den Plätzen 11–16 nach der Vorrunde spielten im Anschluss gegen den Abstieg. Dabei wurden die in der Vorrunde erreichten Punkte halbiert und aufgerundet. Zwischen den sechs Teams wurde eine Einfachrunde ausgetragen. Die drei bestplatzierten Vereine der Vorrunde erhielten dabei ein Heimspiel mehr als die anderen drei. Nach Abschluss der Runde stiegen die Mannschaften auf den Rängen 15 und 16 in die zweitklassige Liga Leumit ab. Dies waren der Aufsteiger Hapoel Ra’anana und Maccabi Ahi Nazareth. Das drittletzte Team musste gegen das drittbeste Team der Liga Leumit Relegationsspiele austragen.

### Abschlusstabelle
| Pl. | Verein                   | Sp. | S  | U  | N  | Tore    | Diff. | Punkte |
| --- | ------------------------ | --- | -- | -- | -- | ------- | ----- | ------ |
| 11. | Hapoel Haifa (N)         | 35  | 10 | 9  | 16 | 044:500 | −6    | 23     |
| 12. | Hapoel Akko (N)          | 35  | 7  | 14 | 14 | 038:520 | −14   | 23     |
| 13. | Hapoel Petach Tikwa      | 35  | 8  | 14 | 13 | 028:480 | −20   | 23     |
| 14. | Hapoel Ramat Gan (N)     | 35  | 9  | 11 | 15 | 034:490 | −15   | 22     |
| 15. | Hapoel Ra’anana (N)      | 35  | 6  | 10 | 19 | 033:580 | −25   | 18     |
| 16. | Maccabi Ahi Nazareth (N) | 35  | 7  | 7  | 21 | 033:810 | −48   | 16     |

Platzierungskriterien: 1. Punkte – 2. Tordifferenz – 3. Siege – 4. geschossene Tore – 5. Direkter Vergleich (Punkte, Tordifferenz, geschossene Tore) – 6. Play-off-Spiel
| (N) | Neuaufsteiger der letzten Saison |

### Kreuztabelle
| Abstiegsrunde        | Hapoel Haifa | Hapoel Akko | Hapoel Petach Tikwa | Hapoel Ramat Gan | Hapoel Ra’anana | Maccabi Ahi Nazareth |
| -------------------- | ------------ | ----------- | ------------------- | ---------------- | --------------- | -------------------- |
| Hapoel Haifa         |              | –           | 1:2                 | –                | 1:0             | 2:2                  |
| Hapoel Akko          | 1:0          |             | –                   | –                | –               | 3:1                  |
| Hapoel Petach Tikwa  | –            | 1:2         |                     | 2:1              | 0:0             | –                    |
| Hapoel Ramat Gan     | 0:1          | 0:0         | –                   |                  | 0:0             | –                    |
| Hapoel Ra’anana      | –            | 4:0         | –                   | –                |                 | 2:0                  |
| Maccabi Ahi Nazareth | –            | –           | 3:0                 | 0:7              | –               |                      |

## Relegation
Der 14. der ersten Liga spielte gegen den Dritten der zweiten Liga, Hapoel Kfar Saba, um den Klassenerhalt. Das Match fand am 22. Mai 2010 im Haberfeld Stadion in Rischon LeZion statt. Hapoel Ramat Gan gelang der Klassenerhalt.
|                  | Ergebnis |                  |
| ---------------- | -------- | ---------------- |
| Hapoel Ramat Gan | 1:0      | Hapoel Kfar Saba |

## Torschützenliste
| Pl. | Name                  | Team                | Tore |
| --- | --------------------- | ------------------- | ---- |
| 01. | Shlomi Arbeitman      | Maccabi Haifa       | 28   |
| 02. | Itay Shechter         | Hapoel Tel Aviv     | 22   |
| 03. | Wladimir Dwalischwili | Maccabi Haifa       | 16   |
| 03. | Barak Itzhaki         | Beitar Jerusalem    | 16   |
| 05. | Dimitar Makriev       | Hapoel Tel Aviv     | 13   |
| 06. | Pedro Galván          | Bne Jehuda Tel Aviv | 12   |
| 06. | Toto Tamuz            | Beitar Jerusalem    | 12   |
| 08. | Idan Shriki           | MS Aschdod          | 11   |
| 08. | Dedi Ben Dayan        | Hapoel Tel Aviv     | 11   |
| 08. | Eran Levy             | Hapoel Haifa        | 11   |
| 08. | Eran Zahavi           | Hapoel Tel Aviv     | 11   |